# Гражданская гвардия Израиля

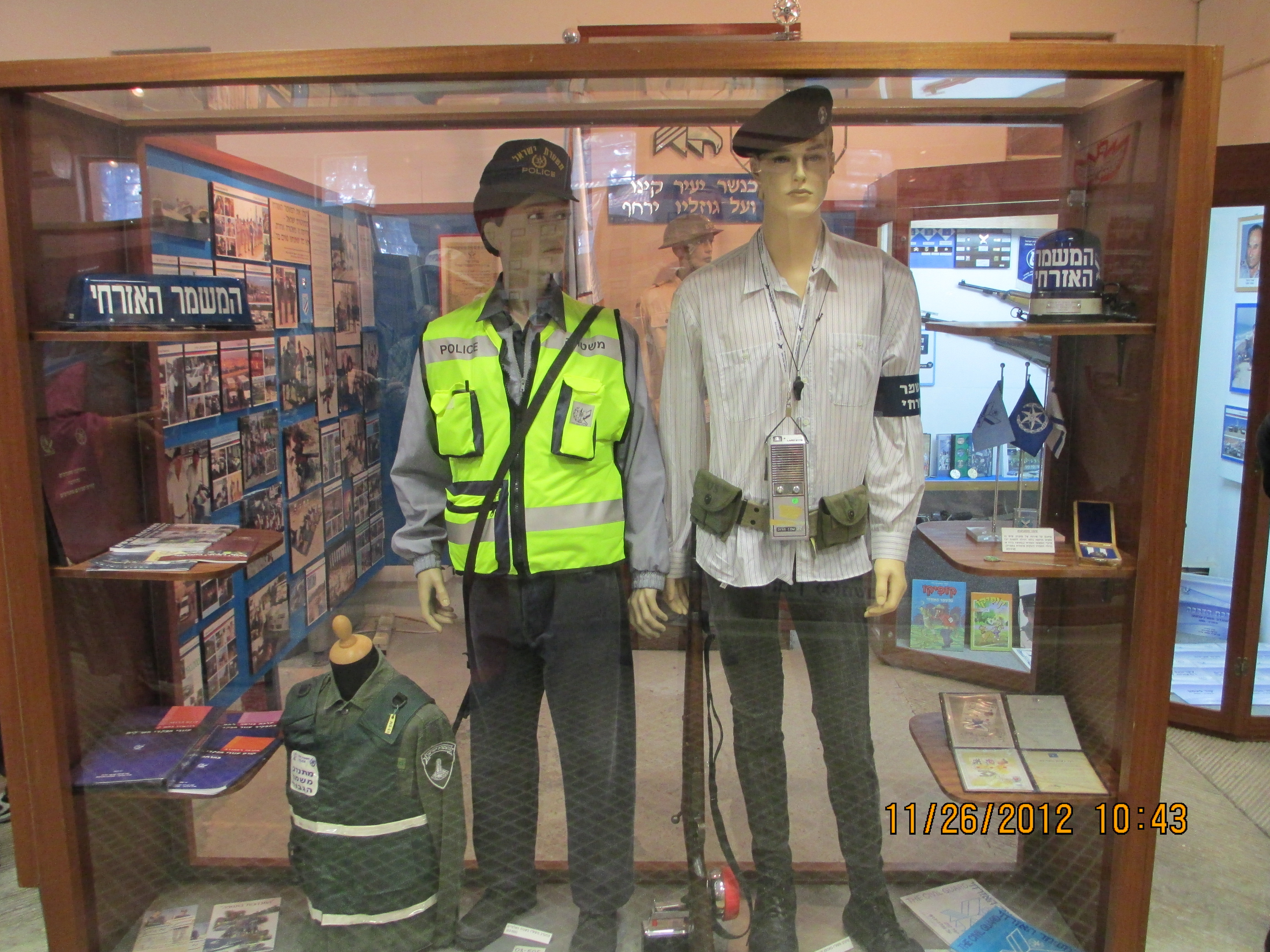
Выставка Гражданской гвардии в Школе подготовки полицейских в Кирьят-Ата.

Гражданская гвардия Израиля (ивр. המשמר האזרחי‎, Мишмар Эзрахи) — добровольческая военизированная организация, созданная для помощи полиции Израиля.

## История
Гражданская гвардия была создана 10 июля 1974 года после серии терактов, совершённых после Войны Судного дня и, в особенности, после резни в Маалоте. Позднее, фокус переместился с антитеррористического патрулирования на повседневную помощь полиции в борьбе против преступности и бытового насилия.

## Снаряжение

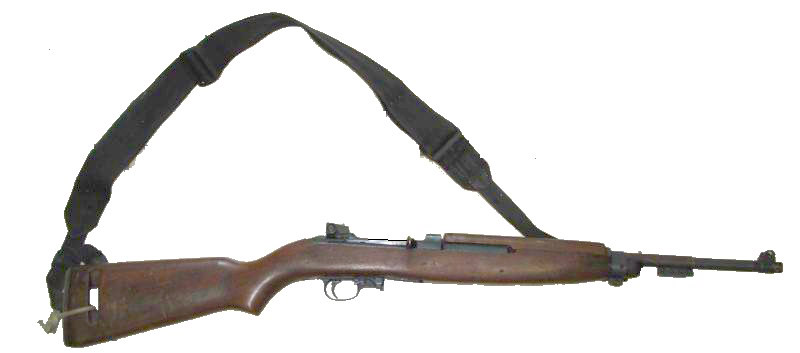
Карабин M1 Carbine используемый полицией Израиля и Гражданской гвардией.

Большинство добровольцев гражданской гвардии вооружены карабинами M1 Carbine и личными пистолетами.